# 2-Isopropylphenol
2-Isopropylphenol ist eine chemische Verbindung, die zu den Alkylphenolen gehört. 2-Isopropylphenol ist einer von drei isomeren Isopropylphenolen.

## Vorkommen

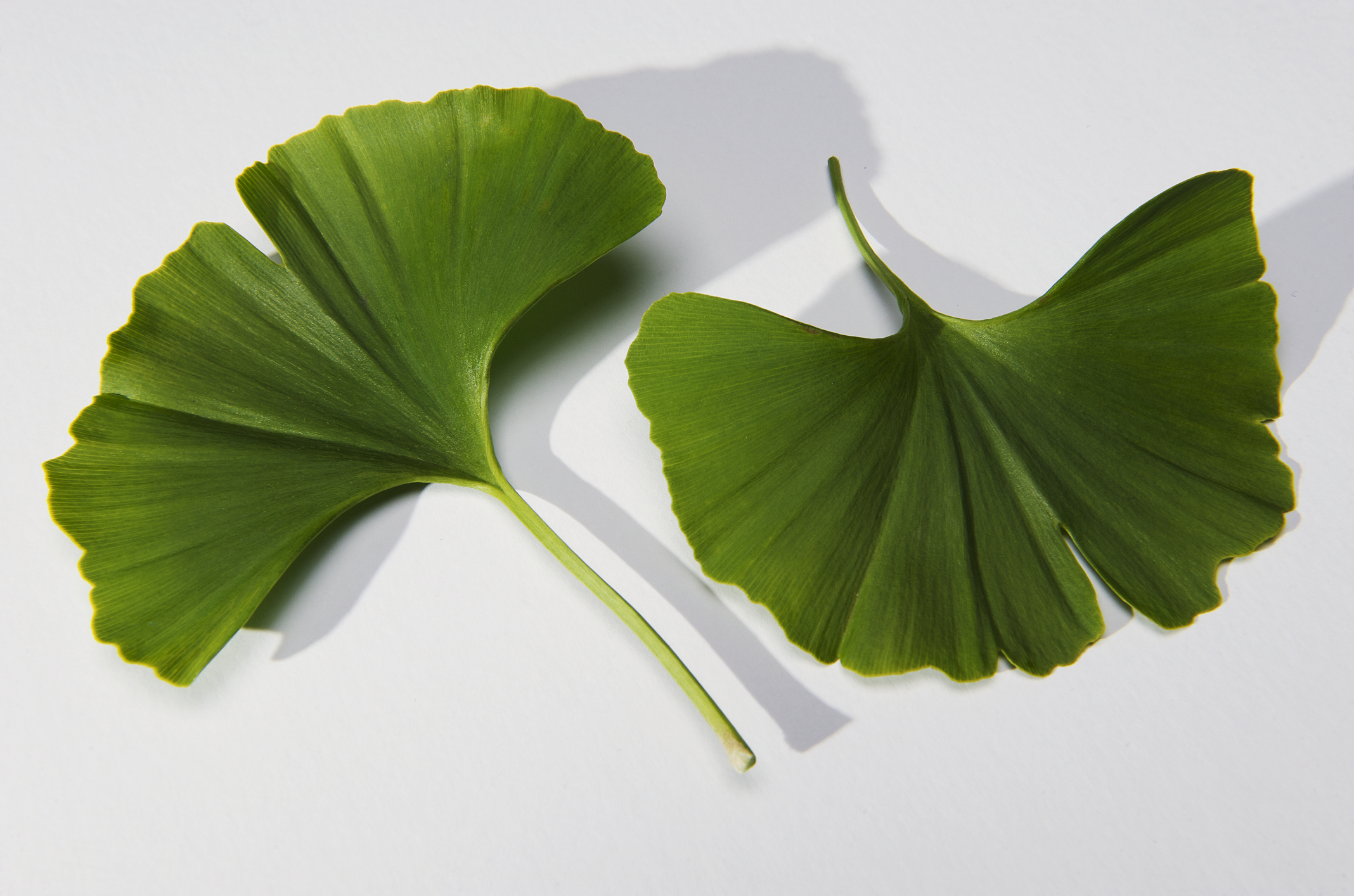
Ginkgo

2-Isopropylphenol kommt natürlich in Ginkgo vor. Daneben findet es sich in japanischem Whiskey und Katsuobushi.

## Eigenschaften
2-Isopropylphenol hat einen Flammpunkt von 94 °C und eine dynamische Viskosität von 10,8 mPa*s (20 °C).

## Verwendung
2-Isopropylphenol wird als Geruchs- und Aromastoff eingesetzt.